# Tanır (Hınıs)
Tanır ist ein ehemaliges Dorf im Bezirk Hınıs der Provinz Erzurum. Heute ist es ein Ortsteil von Hınıs. Es liegt 55 Kilometer südöstlich der Provinzhauptstadt Erzurum und 16 Kilometer nördlich des Zentrums von Hınıs. Der Ort ist über die Fernstraße D-955 von Hınıs zu erreichen.

## Geschichte
Der alte Name des Ortes ist Mırseyid.